# Fan Si Pan
Fan Si Pan (Phan Xi Păng na língua vietnamita) é o ponto mais alto do Vietname e da Indochina, daí o seu nome de "O teto da Indochina". Tem 3147,3 m de altitude e está localizado no Noroeste do país.

## Etimologia
A origem do nome Phan Xi Păng não está clara, porém a teoria mais aceita é de que este evoluiu de Hủa Xi Pan (A grande pedra cambaleante), nome pelo qual os locais chamavam a montanha devido ao seu formato.

## Marca no cume
A primeira pirâmide de metal que foi posta no cume da montanha foi feita e instalada por engenheiros soviéticos em 1985. A expedição amadora foi a primeira desde o fim da era colonial da Indochina e foi oficialmente planejada para o quadragésimo aniversário do dia da vitória dos soviéticos sobre a Alemanha nazista.